# (72636) 2001 FB35
(72636) 2001 FB35 – planetoida z pasa głównego asteroid okrążająca Słońce w ciągu 4,09 lat w średniej odległości 2,56 j.a. Odkryta 18 marca 2001 roku.